# Erős Apolka
Erős Apolka (Budapest, 1978. július 29.–) Munkácsy Mihály-díjas szobrászművész, művészettörténész.

## Tanulmányai
A Képző és Iparművészeti Szakközép Iskola szobrász szakán Meszlényi János osztályában tanult 1992–1996 között. 1997–2002 között a Magyar Képzőművészeti Egyetem Szobrász tanszékén Farkas Ádám osztályában szerzett szobrászművész diplomát. Emellett 1999–2002 között a Magyar Képzőművészeti Egyetem Tanárképző tanszékén szerzett képesítést, Művészeti rajz- művészettörténet tanári diplomát. 2022-től a MKE Doktori Iskolájának hallgatója, kutatási területe az Akrolith szobrok és a kortárs tendenciák a figurális szobrászatban.

## Szervezeti tagsága
- 2023- FIDEM
- 2010– Képző és Iparművészek Szövetsége
- 2003– Magyar Alkotóművészek Országos Egyesülete
- 2000– Magyar Szobrász Társaság

## Tisztségei
- 2024-  MKE Szobrász Tanszék oktatója
- 2014– Magyar Szobrász Társaság alelnöke
- 2012– Magyar Szobrász Társaság vezetőségi tagja

## Díjai, elismerései

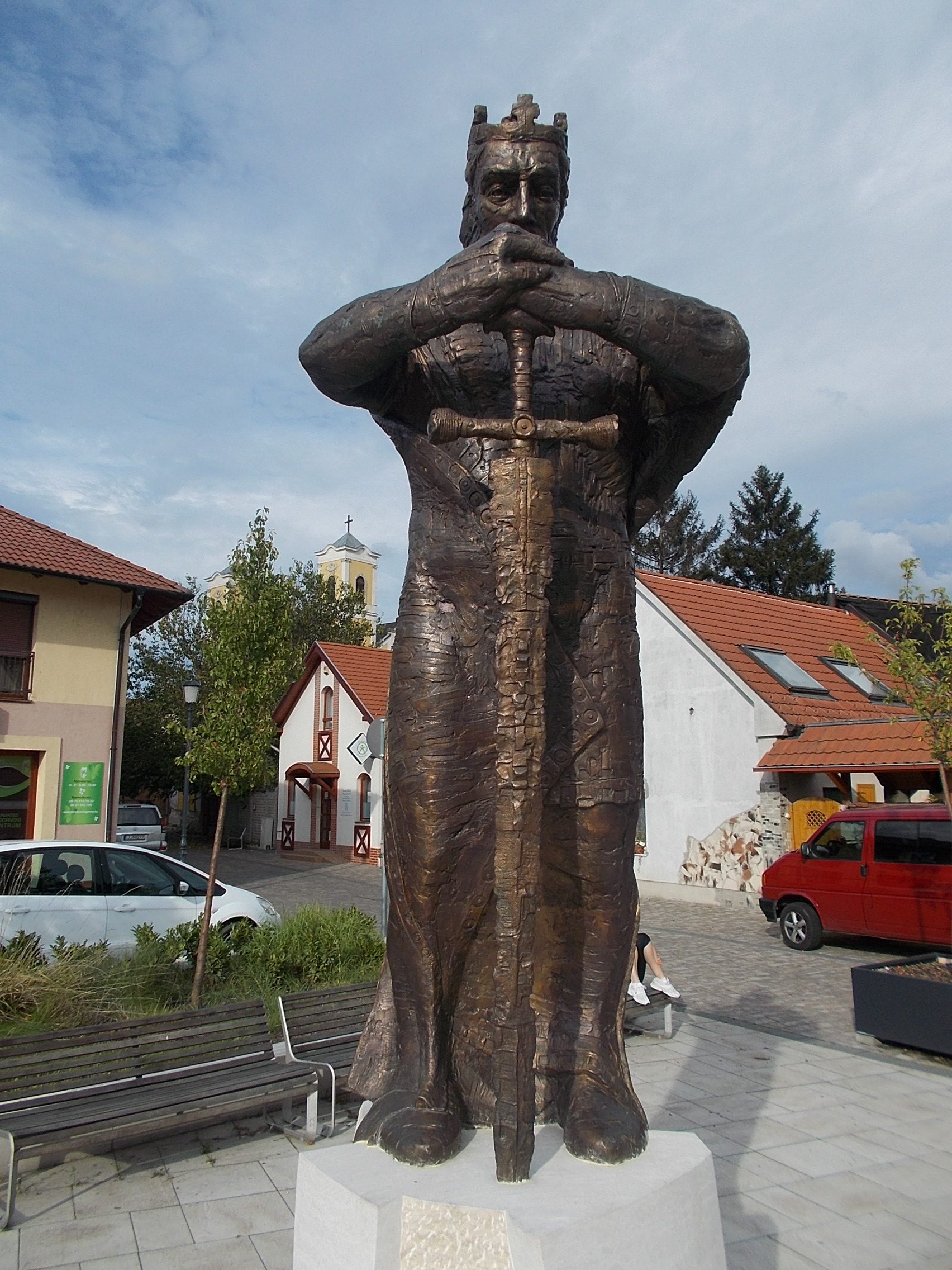
IV. Béla szobra Dunakeszin

- MMA-MMKI ösztöndíj (2018-2021)https://osztondij.mma-mmki.hu/public-profiles/890
- „József Attila- Altató” köztéri szoborpályázat; Gödöllő – I. díj[2] (2014)
- Munkácsy Mihály-díj (2013)
- Szolgálatteljesítés közben elhunyt európai rendőrtisztek emlékműve – I. díj Hága, Hollandia (2011)
- Haydn-Esterházy emlékmű pályázat, Fertőd, Baráz Tamással – I. díj (2008)
- MOL LUB emlékmű pályázat, Almásfüzitő – I. díj (2007)
- I. Nemzetközi Szilikátművészeti Triennálé, Kecskemét – II. díj (2005)
  - IV. Kő Kisszobor és Szobrászrajz Biennálé, Rákoshegy – MSZT Díj (2005)
- II. világháborús emlékmű pályázat, Budapest XVIII. kerület Budapest Galéria – II. díj
- 2004–2007 Derkovits Gyula, állami képzőművészeti ösztöndíj
- II. Kő Kisszobor és Szobrászrajz Biennálé Rákoshegy 2001 – I. díj (2001)
- XIII. „Arcok és Sorsok” Országos Portré Biennálé, Hatvan – I. díj
- Honvédelmi Minisztérium (Millennium 2000, HM) – Nívó Díj (2000)